# Виштишоара (Брашов)
Виштишоара (рум. Viștișoara) насеље је у Румунији у округу Брашов у општини Виштеа де Жос. Oпштина се налази на надморској висини од 684 m.

## Становништво
Према подацима из 2002. године у насељу је живело 24 становника, од којих су сви румунске националности.